# To the Lake
To the Lake ou Vers le lac au Québec (Эпидемия, Epidemiya) est une série télévisée russe diffusée depuis le 14 novembre 2019 sur le réseau Premier. Il s'agit de l'adaptation du roman russe Vongozero (Вонгозеро) de Yana Vagner (2011).
Dans le reste du monde, elle est diffusée depuis le 7 octobre 2020 sur Netflix.

## Synopsis
Un virus inconnu se répand dans Moscou. La ville est mise en quarantaine. Non loin, Anna (Victoria Issakova) et son mari Sergueï (Kirill Käro) décident de s'enfuir vers le Nord avec le fils de celle-ci, autiste, Misha (Eldar Kalimulin). Mais Sergueï ne veut pas partir sans son propre fils Anton (Saveliy Kudryashov) et son ex-épouse Irina (Mariana Spivak), qui se trouvent dans la capitale. Sergueï arrive à aller les chercher et les amène chez lui où son père (Iouri Kouznetsov) aussi fait irruption. Ses voisins Lyonya (Alexandre Robak), Marina (Natalia Zemtsova), enceinte, et la fille de Lyonya, Polina (Viktoria Agalakova) vont se joindre à leur aventure, dans le but de rejoindre une maison de pêcheur sur une île du lac Vongozero à la frontière finlandaise. De nombreux dangers les attendent…

## Distribution
- Victoria Issakova : Anna
- Kirill Käro (VF : Boris Rehlinger) : Sergueï
- Alexandre Robak : Lyonya
- Natalia Zemtsova (VF : Kelly Marot) : Marina
- Mariana Spivak (VF : Ingrid Donnadieu) : Irina
- Iouri Kouznetsov : Boris, le père de Sergueï
- Eldar Kalimulin : Misha
- Victoria Agalakova : Polina
- Alexandre Yatsenko : Pavel, le médecin
- Saveliy Kudryashov : Anton / « Antosha » / « Tosha »

 Source et légende : version française (VF) sur RS Doublage

## Production

### Tournage
Le tournage a lieu à Moscou, dans les oblasts de Moscou et d'Arkhangelsk — dont Onega et le village Malozhma, en 2018.

### Fiche technique
Sauf indication contraire, les informations mentionnées dans cette section peuvent être confirmées par la base de données cinématographiques IMDb,  présente dans la section « Liens externes ».
- Titre original : Эпидемия
- Titre international et français : To the Lake
- Titre québécois : Vers le lac
- Réalisation : Pavel Kostomarov
- Scénario : Roman Kantor et Alexey Karaulov, d'après le roman Vongozero (Вонгозеро) de Yana Vagner (2011)[3]
- Musique : Aleksandr Sokolov
- Photographie : David Haiznikov
- Montage : Stepan Gordeev, Aleksandra Korolyova et Ekaterina Pivneva
- Production : Valeriy Fedorovich et Evgeniy Nikishov
- Société de production : 1-2-3 Production
- Société de distribution : Netflix
- Pays d'origine :  Russie
- Langue originale : russe
- Format : couleur
- Genre : thriller de science-fiction
- Durée : 44–56 minutes
- Dates de première diffusion :
  - 14 novembre 2019 sur Premier
  - 7 octobre 2020 sur Netflix

## Épisodes
Les deux saisons comportent chacune huit épisodes dépourvus de titres.
La deuxième saison a été diffusée du 21 avril au 22 juin 2022.